# Abdera (Thrakien)
 For alternative betydninger, se Abdera. (Se også artikler, som begynder med Abdera)
Abdera var en handelsby i oldtidens Thrakien, som lå øst for Nestos-flodens Munding. Forskeren W. Regel (Atheniensische Mitteilungen, XII 161) har fastslået byens beliggenhed og beskrevet ruinerne af den. Den antikke by lå på et forbjerg (Kap Bulustra) 5–7 km fra den store landsby Bulustra. Den havde to havne, en på øst- og en på vestsiden af forbjerget, og den var beskyttet på landsiden (mod nord) af en stærk mur.
Byen var opstået som en ionisk koloni. Ifølge Herodot blev den anlagt af Timesios fra Klazomenai (ca. 650 f.Kr.); den blev dog snart efter ødelagt af thrakerne, men genopbygget af udvandrere fra den ioniske by Teos (543 f.Kr.). Abderas blomstringstid faldt kort efter Perserkrigene, og i det 5. århundrede f.Kr. levede flere betydningsfulde personer (Protagoras, Demokrit m.fl.) i byen. Alligevel blev indbyggerne anset for enfoldige i en grad, så navnet abderit fik samme betydning som molbo i nutidens Danmark. Dermed fulgte også, at abderitisme fik betydningen: enfoldighed. Denne forestilling har den tyske digter Wieland benyttet i sin komiske roman Abderitternes Historie.